# خافيير أجيريساروب
خافيير أجيريساروب (بالإسبانية: Javier Aguirresarobe)‏ (و. 1948  م) هو مصور سينمائي إسباني، ولد في إيبار.

## جوائز وترشيحات
حصل على جوائز منها:
جوائز
- Goya Award for Best Cinematography [الإنجليزية]‏ (1992)
- Goya Award for Best Cinematography [الإنجليزية]‏ (1996)
- Goya Award for Best Cinematography [الإنجليزية]‏ (1997)
- Goya Award for Best Cinematography [الإنجليزية]‏ (2002)
- Goya Award for Best Cinematography [الإنجليزية]‏ (2004)
- Goya Award for Best Cinematography [الإنجليزية]‏ (2005)
- Goya Award for Best Cinematography [الإنجليزية]‏، عن عمل: الآخرون (1992)
- Goya Award for Best Cinematography [الإنجليزية]‏، عن عمل: الآخرون (1996)
- Goya Award for Best Cinematography [الإنجليزية]‏، عن عمل: الآخرون (1997)
- Goya Award for Best Cinematography [الإنجليزية]‏، عن عمل: الآخرون (2002)
- Goya Award for Best Cinematography [الإنجليزية]‏، عن عمل: الآخرون (2004)
- Goya Award for Best Cinematography [الإنجليزية]‏، عن عمل: الآخرون (2005)
- Goya Award for Best Cinematography [الإنجليزية]‏، عن عمل: البحر بداخله (1992)
- Goya Award for Best Cinematography [الإنجليزية]‏، عن عمل: البحر بداخله (1996)
- Goya Award for Best Cinematography [الإنجليزية]‏، عن عمل: البحر بداخله (1997)
- Goya Award for Best Cinematography [الإنجليزية]‏، عن عمل: البحر بداخله (2002)
- Goya Award for Best Cinematography [الإنجليزية]‏، عن عمل: البحر بداخله (2004)
- Goya Award for Best Cinematography [الإنجليزية]‏، عن عمل: البحر بداخله (2005)

ترشيحات
- جائزة البافتا لأفضل تصوير سينمائي [الإنجليزية]‏، عن عمل: الطريق (2009)

ترشح لـ:
- جائزة البافتا لأفضل تصوير سينمائي  [لغات أخرى]‏، عن عمل: الطريق (2009).

## وصلات خارجية
- خافيير أجيريساروب على موقع IMDb (الإنجليزية)
- خافيير أجيريساروب على موقع قاعدة بيانات الأفلام العربية
- خافيير أجيريساروب على موقع ألو سيني (الفرنسية)
- خافيير أجيريساروب على موقع أول موفي (الإنجليزية)
- خافيير أجيريساروب على موقع قاعدة بيانات الأفلام السويدية (السويدية)
- خافيير أجيريساروب على موقع ديسكوغز (الإنجليزية)
- خافيير أجيريساروب على موقع قاعدة بيانات الفيلم (الإنجليزية)
- خافيير أجيريساروب على موقع كينوبويسك (الروسية)